# Michail Michailowitsch Maximotschkin
Michail Michailowitsch Maximotschkin (russisch Михаил Михайлович Максимочкин, wiss. Transliteration Michail Michajlovič Maksimočkin; geboren am 29. August 1993 in Nischni Nowgorod) ist ein russischer Skispringer.

## Werdegang
Michail Maximotschkin trat ab 2009 in ersten internationalen Wettbewerben der Fédération Internationale de Ski, vorwiegend im FIS Cup, in Erscheinung. Im Februar 2010 startete er im polnischen Zakopane erstmals zu zwei Wettkämpfen im Skisprung-Continental-Cup. Knapp zwei Jahre später nahm er an den Nordischen Junioren-Skiweltmeisterschaften 2012 im türkischen Erzurum teil, bei denen er im Einzelspringen von der Normalschanze den 41. und im Teamspringen, das ebenfalls von der Normalschanze ausgetragen wurde, gemeinsam mit Iwan Lanin, Alexander Schuwalow und Alexei Romaschow den achten Platz erreichen konnte.
Im Sommer-Continental-Cup 2012 gewann Maximotschkin am 15. September 2012 bei einem Wettbewerb in Tschaikowski seine ersten Continental-Cup-Punkte. Im Gesamt-Continental-Cup lag er am Ende der Saison 2012/13 mit 53 Punkten auf Position 115. Am 7. Dezember 2012 versuchte er sich im Rahmen der Saison 2012/13 in Sotschi erstmals an der Qualifikation für ein Springen im Skisprung-Weltcup, die er als 52. jedoch verpasste. Bei den Nordischen Junioren-Skiweltmeisterschaften 2013 in Liberec wurde er 28. im Einzelwettkampf und zusammen mit Jewgeni Klimow, Sergei Schulajew und Wladislaw Bojarinzew Siebter im Teamspringen.
Wenige Wochen später wurde er im Teamspringen bei den russischen Meisterschaften 2013 in Nischni Tagil an der Seite von Alexander Schuwalow, Alexander Sardyko und Denis Kornilow erstmals russischer Meister. Mit Alexei Buiwolow, Alexander Sardyko und Denis Kornilow konnte er diesen Erfolg bei den russischen Sommer-Meisterschaften 2013 in Krasnaja Poljana wiederholen. Zuvor hatte er im Skisprung-Grand-Prix 2013 am 15. August 2013 in Courchevel sein Debüt im Skisprung-Grand-Prix gegeben und im Sommer-Continental-Cup 2013 am 21. September 2013 in Klingenthal als Zweiter erstmals nach einem Continental-Cup-Springen auf dem Podest gestanden.
Am 23. November 2013 gab Maximotschkin bei einem Teamspringen wiederum in Klingenthal sein Debüt im Skisprung-Weltcup der Saison 2013/14. Mit ihm traten Ilmir Chasetdinow, Denis Kornilow und Dmitri Wassiljew für die russische Mannschaft an, die in dem Wettkampf als Zehntplatzierte nach dem ersten Durchgang ausschied. Er nahm an der Winter-Universiade 2013 in Predazzo teil, wo er zunächst im Einzelspringen von der Normalschanze die Bronzemedaille gewann. Gemeinsam mit Irina Awwakumowa wurde er Universiadesieger im gemischten Team und gewann an der Seite von Roman Trofimow und Alexander Sardyko abschließend die Silbermedaille mit dem Männerteam.
Am 19. Januar 2014 erreichte er in Zakopane mit dem fünften Platz seine ersten Wertungspunkte im Skisprung-Weltcup. Zwei Tage zuvor hatte er in der Qualifikation für den Wettkampf den zweiten Platz belegt. Michail Maximotschkin fuhr für Russland zu den Olympischen Winterspielen 2014 in Sotschi, wo er im Einzelwettkampf von der Normalschanze den 30. Platz erzielte. Bei den russischen Meisterschaften 2014 gewann er den Meistertitel sowohl im Einzelspringen von der Normalschanze als auch in dem von der Großschanze sowie im Teamwettbewerb in der Besetzung des Vorjahres. Im Weltcup lag er am Saisonende auf dem 54. Platz der Gesamtwertung.

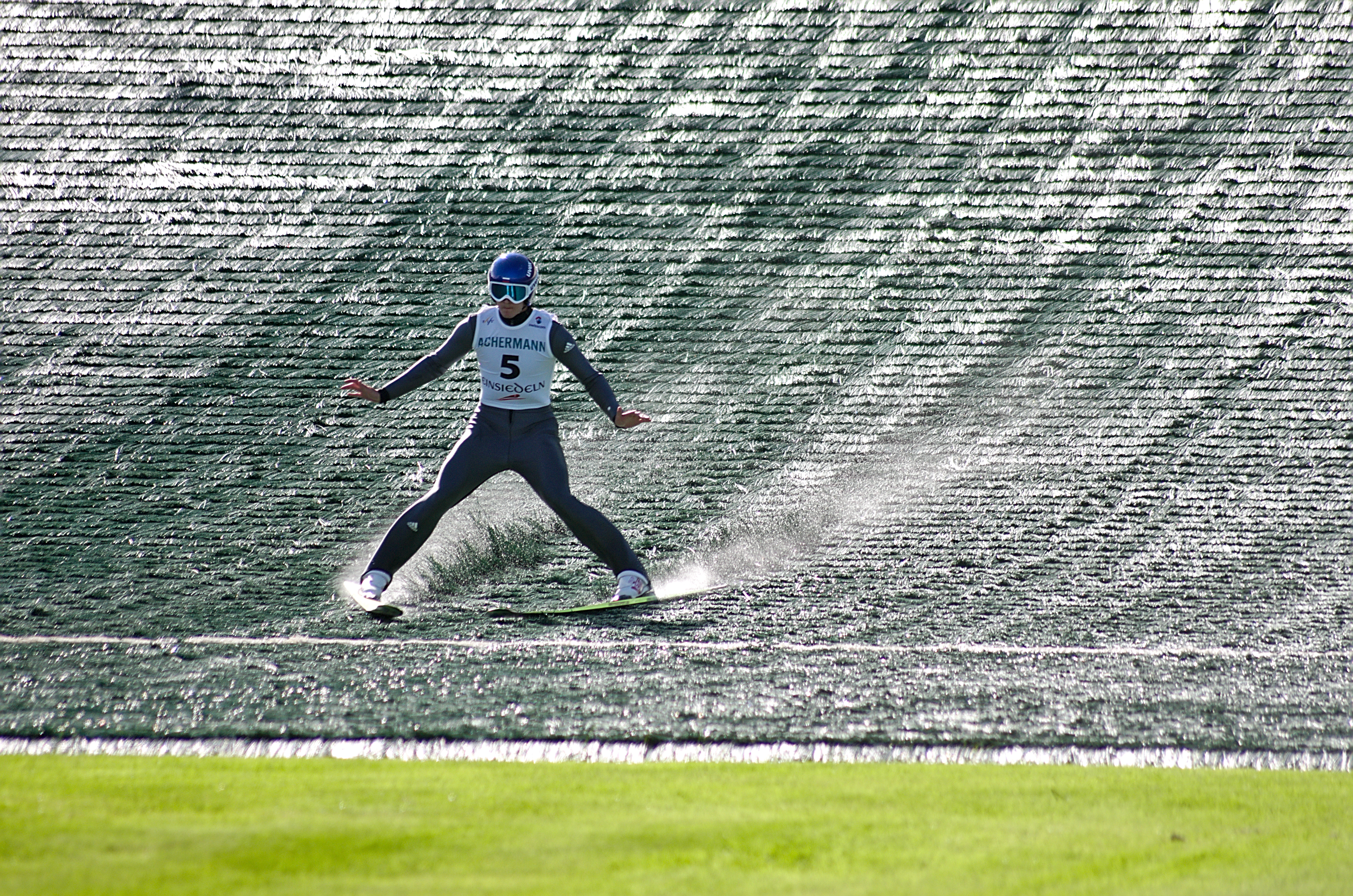
Maximotschkin beim Grand-Prix-Springen in Einsiedeln (2014)

Noch erfolgreicher als die Meisterschaften im Winter gestalteten sich für ihn die russischen Sommer-Meisterschaften 2014, bei denen er wiederum die Goldmedaille in beiden Einzelspringen sowie im Teamspringen, dieses Mal mit Alexander Schuwalow, Andrei Patschin und Roman Trofimow, und zusätzlich im Mixed-Team-Springen mit Natalja Solowjowa, Denis Kornilow und Marija Sotowa gewann.
Auch im Winter 2014/15 gehörte Maximotschkin zur russischen Weltcup-Mannschaft. Mit einem 19. Platz in Engelberg als bestem Resultat erreichte er den 60. Rang im Gesamtweltcup. Er nahm an der Winter-Universiade 2015 in Štrbské Pleso teil, bei der er Vierter im Einzelwettkampf von der Normalschanze wurde. Sowohl im Mixed-Team-Springen an der Seite von Anastassija Gladyschewa mit der silbernen als auch im Teamspringen mit Jewgeni Klimow und Ilmir Chasetdinow und der goldenen konnte er eine Medaille gewinnen.
Bei den Nordischen Skiweltmeisterschaften 2015 in Falun wurde er 24. im Einzelspringen von der Normalschanze und 31. in dem von der Großschanze. Im Mixed-Team-Wettbewerb wurde er Sechster mit Irina Awwakumowa, Ilmir Chasetdinow und Sofja Tichonowa, im Teamwettbewerb erreichte er mit Denis Kornilow, Ilmir Chasetdinow und Dmitri Wassiljew den siebten Platz.
Bei den russischen Meisterschaften 2015 wurde er gemeinsam mit Denis Kornilow, Andrei Patschin und Roman Trofimow für die Oblast Nischni Nowgorod zum dritten Mal nacheinander russischer Meister im Teamwettbewerb. Diesen Erfolg konnte er auch bei den russischen Sommer-Meisterschaften 2015 erreichen.
In der Saison 2015/16 trat Maximotschkin vorwiegend im Continental Cup an. Bei der Skiflug-Weltmeisterschaft 2016 in Bad Mitterndorf wurde er zusammen mit Wladislaw Bojarinzew, Ilmir Chasetdinow und Denis Kornilow Achter im Teamwettbewerb. Zuvor hatte er als 34. der Qualifikation die Teilnahme am Einzelwettkampf verpasst. Einmal mehr erfolgreich gestalteten sich für ihn die Teamspringen bei den nationalen Meisterschaften 2016. So gewann er bei den Winter-Meisterschaften 2016 mit Alexander Sardyko, Roman Trofimow und Denis Kornilow ebenso wie bei den Sommer-Meisterschaften 2016 mit Denis Kornilow, Sergei Schulajew und Roman Trofimow die Goldmedaille.
Mit der Winter-Universiade 2017 in Almaty trat er zum insgesamt dritten Mal zu einer Universiade an. Im Einzelspringen von der Normalschanze gewann er die Silbermedaille, im Mixed-Team-Springen wurde er gemeinsam mit Stefanija Nadymowa Vierter und im Teamspringen der Männer mit Alexander Baschenow und Roman Trofimow zum dritten Mal Universiadesieger. Im Rahmen der russischen Meisterschaften 2017 wurde er gemeinsam mit Iwan Lanin, Roman Trofimow und Denis Kornilow zum fünften Mal, bei den russischen Meisterschaften 2018 mit derselben Mannschaft zum sechsten Mal nacheinander russischer Meister im Teamspringen; sein insgesamt 15. nationaler Meistertitel.
International trat Maximotschkin seit 2016 vorwiegend im Continental Cup und ansonsten vor allem auf nationaler Ebene in Erscheinung. Seine nächsten russischen Meistertitel gewann er bei den russischen Meisterschaften 2021 mit Kirill Kotik, Denis Kornilow und Roman Trofimow sowie den Sommer-Meisterschaften 2021 mit Roman Trofimow, Sachir Dschafarow und Kirill Kotik abermals in den Teamwettbewerben. Zwischenzeitlich hatte er auch mehrere Einzel- und Teammedaillen bei den Sommer-Meisterschaften 2018, den Winter-Meisterschaften 2019 und den Sommer-Meisterschaften 2019 gewonnen, unter denen jedoch keine goldene gewesen war.

## Statistik

### Weltcup-Platzierungen
| Saison  | Platz | Punkte |
| ------- | ----- | ------ |
| 2013/14 | 054.  | 0065   |
| 2014/15 | 060.  | 0026   |

### Vierschanzentournee-Platzierungen
| Saison  | Platz | Punkte   |
| ------- | ----- | -------- |
| 2014/15 | 056.  | 0,0175,4 |

### Grand-Prix-Platzierungen
| Saison | Platz | Punkte |
| ------ | ----- | ------ |
| 2013   | 056.  | 0034   |
| 2014   | 024.  | 0095   |
| 2015   | 043.  | 0054   |
| 2021   | 061.  | 0019   |

### Continental-Cup-Platzierungen
| Saison  | Sommer | Sommer | Winter | Winter | Gesamt | Gesamt |
| Saison  | Platz  | Punkte | Platz  | Punkte | Platz  | Punkte |
| ------- | ------ | ------ | ------ | ------ | ------ | ------ |
| 2012/13 | —      | —      | —      | —      | 115.   | 0053   |
| 2013/14 | 031.   | 0080   | 044.   | 0120   | 038.   | 0200   |
| 2014/15 | 065.   | 0039   | 093.   | 0025   | 085.   | 0064   |
| 2015/16 | —      | —      | 081.   | 0030   | 107.   | 0030   |
| 2016/17 | 099.   | 0002   | 089.   | 0037   | 116.   | 0039   |
| 2017/18 | 077.   | 0036   | —      | —      | 108.   | 0036   |
| 2018/19 | 088.   | 0009   | 084.   | 0035   | 098.   | 0044   |
| 2019/20 | 057.   | 0048   | 069.   | 0034   | 075.   | 0082   |
| 2020/21 | —      | —      | 058.   | 0044   | 063.   | 0044   |